# Гюнтер Блюментрітт
Гюнтер Блюментрітт (нім. Günther Blumentritt; нар.10 лютого 1892, Мюнхен — пом. 12 жовтня 1967, Мюнхен) — німецький воєначальник часів Третього Рейху, генерал від інфантерії (1944) Вермахту. Кавалер Лицарського хреста з Дубовим листям (1945). Учасник Першої та Другої світових воєн. Входив у вищий командний склад Третього рейху.

## Життєпис
Гюнтер Блюментрітт народився в сім'ї архітектора міністррата, теж Гюнтера Блюментрітта, та Ліни Рюкарт. У травні 1911 року вступив на військову службу фанен-юнкером в піхотний полк. У Першу світову війну — ад'ютант батальйону, полку, піхотної бригади. У серпні 1918 був поранений, нагороджений Залізними хрестами обох ступенів і ще двома орденами.
У 1919 році командир роти в добровольчому корпусі «Тюрингія», брав участь у боях проти комуністів. Потім продовжив службу в Рейхсвері. До початку Другої світової війни — полковник, начальник оперативного відділу штабу 12-ї армії. Брав участь у Польській та Французькій кампаніях у штабах груп армій «Південь» і «А», з жовтня 1940 начальник штабу 4-ї армії. З 22 червня 1941 року — брав участь в боях у Білорусі, потім на Московському напрямку. За бої під Москвою нагороджений Німецьким хрестом у золоті.
З 24 вересня 1942 по 3 січня 1943 року, і з 10 червня по 10 вересня 1944 року — начальник штабу групи армій «Д» (у Франції). Учасник боїв у Нормандії влітку 1944 року. У вересні 1944 року нагороджений Лицарським хрестом. 10 вересня 1944 був переведений в резерв вищого командування вермахту. З 1 жовтня по 18 листопада 1944 року — командувач 86-м армійським корпусом. Одночасно, з 20 жовтня 1944 року — командувач 12-м корпусом СС (в Нідерландах), а також з 23 листопада 1944 року — корпусною групою «Блюментрітт» (12-й корпус СС і 86-й армійський корпус) у складі 5-ї танкової армії. З 29 січня по 28 березня 1945 року — командувач 25-ю армією (в Нідерландах). У лютому 1945 року нагороджений дубовим листям до Лицарського хреста. З 28 березня по 10 квітня 1945 року — командувач 1-ї парашутної армії. З 10 квітня по 6 травня 1945 року — командувач армійською групою «Блюментрітт» (у Шлезвіг-Гольштейн). З 6 травня 1945 року — головнокомандувач у Шлезвіг-Гольштейн. 1 червня 1945 року взятий в британський полон. Звільнений 1 січня 1948 року.

## Нагороди
- Залізний хрест
  - 2-го класу (29 вересня 1914)
  - 1-го класу (18 березня 1916)
- Почесний хрест (Шварцбург) 3-го класу з мечами (3 січня 1915)
- Королівський орден дому Гогенцоллернів, лицарський хрест з мечами (7 липня 1918)
- Нагрудний знак «За поранення» в чорному
- Почесний хрест ветерана війни з мечами
- Медаль «За вислугу років у Вермахті» 4-го, 3-го, 2-го і 1-го класу (25 років) (2 жовтня 1936) — отримав 4 медалі одночасно.
- Пам'ятна військова медаль (Австрія) з мечами
- Пам'ятна військова медаль (Угорщина) з мечами
- Медаль за участь у Європейській війні (1915—1918) з мечами (Болгарія)
- Медаль «У пам'ять 13 березня 1938 року»
- Медаль «У пам'ять 1 жовтня 1938» із застібкою «Празький град»
- Орден Святого Савви 2-го класу (Югославія) (23 жовтня 1939)
- Застібка до Залізного хреста 2-го і 1-го класу
- Німецький хрест в золоті (26 січня 1942)
- Медаль «За зимову кампанію на Сході 1941/42» (7 серпня 1942)
- Нагрудний знак «За поранення» в чорному (3 січня 1943)
- Лицарський хрест Залізного хреста з дубовим листям
  - лицарський хрест (13 вересня 1944)
  - дубове листя (№ 741; 18 лютого 1945)
- Орден «За заслуги перед Федеративною Республікою Німеччина», командорський хрест

Військова кар'єра
- 20 вересня 1911 — фанен-юнкер
- 27 січня 1912 — фенрих
- 19 листопада 1912 — лейтенант
- 22 березня 1918 — оберлейтенант
- 1 квітня 1926 — гауптман
- 1 вересня 1933 — майор
- 1 квітня 1936 — оберстлейтенант
- 1 жовтня 1938 — оберст
- 16 січня 1942 — генерал-майор
- 1 грудня 1942 — генерал-лейтенант
- 1 квітня 1944 — генерал від інфантерії